# Piegaciglia

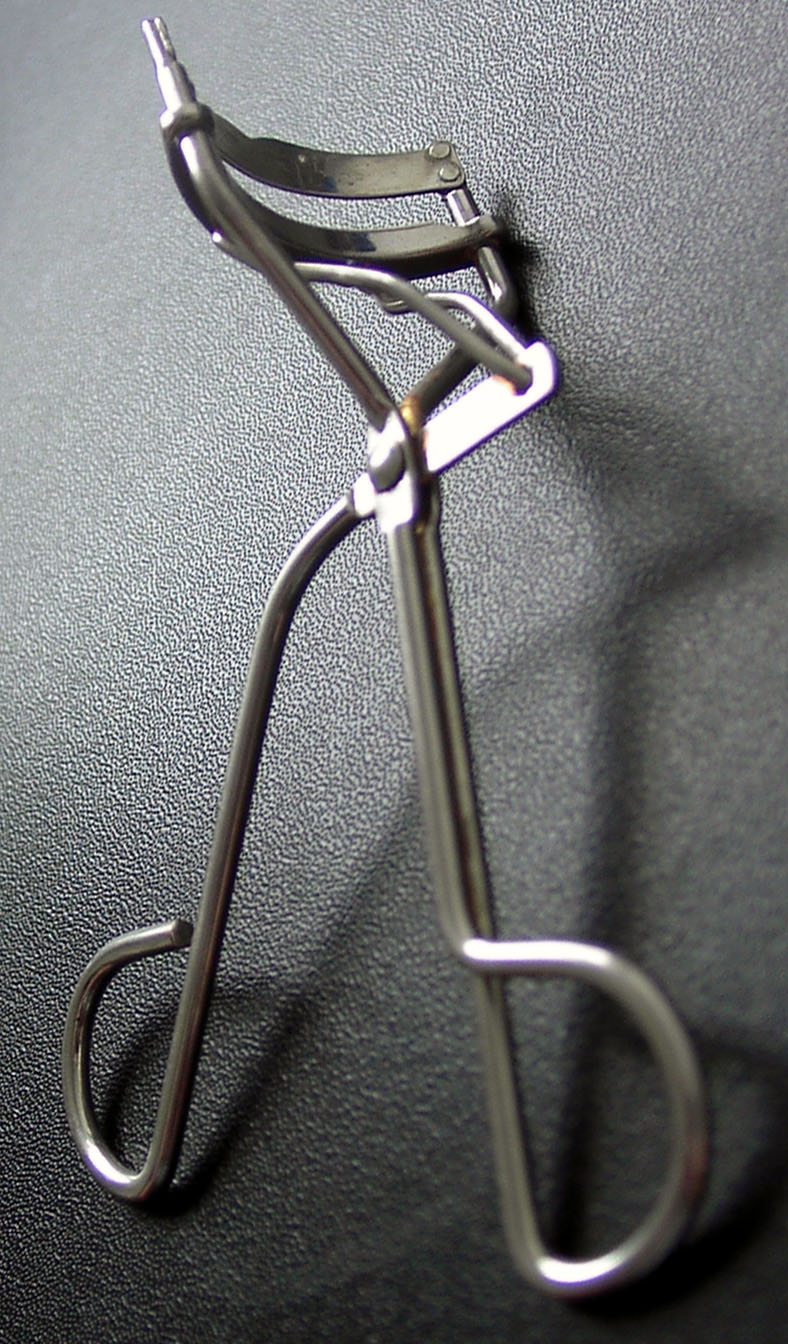
Un piegaciglia

Il piegaciglia è un oggetto che, azionato manualmente, permette di arricciare le ciglia, che siano vere o finte. Solitamente, il piegaciglia viene realizzato in metallo, ed è utilizzato principalmente a fine estetico.